# Copa São Paulo de Futebol Júnior de 1981
A Copa São Paulo de Futebol Júnior de 1981, foi a 13ª edição da "copinha". Aconteceu, curiosamente, entre 6 e 23 de Dezembro de 1980. Nessa edição, a Ponte Preta de Campinas, conquistou pela 1ª vez a Copa São Paulo, sendo o segundo time do interior (em 1979, o Marília havia levantado a taça) a vencê-la. Na final, a Ponte Preta venceu o São Paulo, por 1 a 0
Nesta Copa São Paulo, tivemos novamente, assim como na edição anterior, a participação de uma equipe estrangeira. Desta vez, a equipe convidada foi o Vélez Sarsfield, de Buenos Aires, Argentina.

## Regulamento
A Competição será disputada em 4 fases: primeira fase, quartas-de-final, semifinal e final. Participaram da primeira fase um total de 16 clubes, divididos em 4 grupos, portanto de 1 a 4.
Na  primeira fase os clubes jogaram entre si, dentro do grupo em turno único, classificando-se para as quartas-de-final, os dois melhores clubes que obtiveram o maior número de pontos ganhos nos respectivos grupos.
Ao término da primeira fase, em eventual igualdade de pontos ganhos entre dois ou mais clubes, aplicou-se, sucessivamente, os seguintes critérios:
- Confronto direto (somente no empate entre dois clubes)
- Maior saldo de gols
- Maior número de vitórias
- Maior número de gols marcados
- Sorteio

## Equipes participantes
Estas são as 16 equipes que participaram desta edição:
| Estado/País       | Equipe             |
| ----------------- | ------------------ |
| Bahia             | EC Bahia           |
| Minas Gerais      | C Atlético-MG      |
| Paraná            | SE Matsubara       |
| Pernambuco        | Santa Cruz FC      |
| Rio de Janeiro    | CR Flamengo        |
| Rio de Janeiro    | Fluminense FC      |
| Rio Grande do Sul | SC Internacional   |
| São Paulo         | Botafogo FC        |
| São Paulo         | SC Corinthians P   |
| São Paulo         | CA Juventus        |
| São Paulo         | SE Palmeiras       |
| São Paulo         | AA Ponte Preta     |
| São Paulo         | A Portuguesa D     |
| São Paulo         | Santos FC          |
| São Paulo         | São Paulo FC       |
| Argentina         | CA Vélez Sarsfield |

## Primeira fase

### Grupo 1
| Time            | Pts | J | V | E | D | GP | GS | SG |
| --------------- | --- | - | - | - | - | -- | -- | -- |
| Internacional   | 5   | 3 | 2 | 1 | 0 | 4  | 0  | +4 |
| Portuguesa      | 4   | 3 | 2 | 0 | 1 | 4  | 3  | +1 |
| Vélez Sarsfield | 2   | 3 | 0 | 2 | 1 | 2  | 3  | -1 |
| Botafogo-SP     | 1   | 3 | 0 | 1 | 2 | 1  | 5  | -4 |

| 6 de Dezembro de 1980 | Internacional | 0 – 0 | Vélez Sarsfield |  |
|                       |               |       |                 |  |

| 7 de Dezembro de 1980 | Portuguesa | 2 – 0 | Botafogo-SP |  |
|                       |            |       |             |  |

| 11 de Dezembro de 1980 | Portuguesa | 2 – 1 | Vélez Sarsfield |  |
|                        |            |       |                 |  |

| 11 de Dezembro de 1980 | Botafogo-SP | 0 – 2 | Internacional |  |
|                        |             |       |               |  |

| 14 de Dezembro de 1980 | Portuguesa | 0 – 2 | Internacional |  |
|                        |            |       |               |  |

| 14 de Dezembro de 1980 | Botafogo-SP | 1 – 1 | Vélez Sarsfield |  |
|                        |             |       |                 |  |

### Grupo 2
| Time             | Pts | J | V | E | D | GP | GS | SG |
| ---------------- | --- | - | - | - | - | -- | -- | -- |
| Ponte Preta      | 4   | 3 | 2 | 0 | 1 | 4  | 2  | +2 |
| Matsubara        | 4   | 3 | 2 | 0 | 1 | 4  | 3  | +1 |
| Juventus-SP      | 2   | 3 | 1 | 0 | 2 | 2  | 2  | 0  |
| Atlético Mineiro | 2   | 3 | 1 | 0 | 2 | 1  | 4  | -3 |

| 7 de Dezembro de 1980 | Ponte Preta | 2 – 0 | Atlético Mineiro |  |
|                       |             |       |                  |  |

| 7 de Dezembro de 1980 | Juventus-SP | 2 – 0 | Matsubara |  |
|                       |             |       |           |  |

| 10 de Dezembro de 1980 | Ponte Preta | 1 – 2 | Matsubara |  |
|                        |             |       |           |  |

| 10 de Dezembro de 1980 | Juventus-SP | 0 – 1 | Atlético Mineiro |  |
|                        |             |       |                  |  |

| 13 de Dezembro de 1980 | Atlético Mineiro | 0 – 2 | Matsubara |  |
|                        |                  |       |           |  |

| 13 de Dezembro de 1980 | Juventus-SP | 0 – 1 | Ponte Preta |  |
|                        |             |       |             |  |

### Grupo 3
| Time       | Pts | J | V | E | D | GP | GS | SG |
| ---------- | --- | - | - | - | - | -- | -- | -- |
| Santos     | 4   | 3 | 1 | 2 | 0 | 5  | 3  | +2 |
| Bahia      | 4   | 3 | 2 | 0 | 1 | 4  | 4  | 0  |
| Palmeiras  | 3   | 3 | 1 | 1 | 1 | 3  | 3  | 0  |
| Fluminense | 1   | 3 | 0 | 1 | 2 | 3  | 5  | -2 |

| 7 de Dezembro de 1980 | Palmeiras | 1 – 0 | Fluminense |  |
|                       |           |       |            |  |

| 7 de Dezembro de 1980 | Santos | 2 – 0 | Bahia |  |
|                       |        |       |       |  |

| 10 de Dezembro de 1980 | Palmeiras | 1 – 2 | Bahia |  |
|                        |           |       |       |  |

| 10 de Dezembro de 1980 | Santos | 2 – 2 | Fluminense |  |
|                        |        |       |            |  |

| 13 de Dezembro de 1980 | Fluminense | 1 – 2 | Bahia |  |
|                        |            |       |       |  |

| 13 de Dezembro de 1980 | Palmeiras | 1 – 1 | Santos |  |
|                        |           |       |        |  |

### Grupo 4
| Time        | Pts | J | V | E | D | GP | GS | SG |
| ----------- | --- | - | - | - | - | -- | -- | -- |
| São Paulo   | 4   | 3 | 2 | 0 | 1 | 8  | 4  | +4 |
| Corinthians | 4   | 3 | 2 | 0 | 1 | 9  | 4  | +5 |
| Santa Cruz  | 2   | 3 | 1 | 0 | 2 | 5  | 10 | -5 |
| Flamengo    | 2   | 3 | 1 | 0 | 2 | 3  | 6  | -3 |

| 7 de Dezembro de 1980 | São Paulo | 4 – 1 | Santa Cruz |  |
|                       |           |       |            |  |

| 7 de Dezembro de 1980 | Corinthians | 2 – 0 | Flamengo |  |
|                       |             |       |          |  |

| 11 de Dezembro de 1980 | São Paulo | 1 – 2 | Flamengo |  |
|                        |           |       |          |  |

| 11 de Dezembro de 1980 | Corinthians | 5 – 1 | Santa Cruz |  |
|                        |             |       |            |  |

| 14 de Dezembro de 1980 | Flamengo | 1 – 3 | Santa Cruz |  |
|                        |          |       |            |  |

| 14 de Dezembro de 1980 | Corinthians                         | 2 – 3 | São Paulo                                | Estádio Parque São Jorge, São Paulo |
|                        | Vidotti 20' · Casagrande 58' (pen.) |       | Tatu 39' · Marquinhos 59' · Ferreira 76' | Árbitro: Roberto Nunes Morgado      |

- Corinthians: Tadeu (Dagoberto); Nilton, Paulo, Alberto e Ronaldo; Lídio, Eli e Casagrande (Antonio Carlos); Admilson, Vidotti e Carlinhos. Técnico: Júlio Botelho
- São Paulo: Naim; Flavinho, Vilela, Vilmar e Nelsinho; Márcio Araújo, Ferreira e Fábio; Fumê, Marquinhos e Tatu. Técnico: Firmo de Melo

## Fase final

### Tabela
|  | Quartas de final | Quartas de final |             |               | Semifinais     | Semifinais     |  |  | Final | Final |
|  |                  |                  |             |               |                |                |  |  |       |       |
|  |                  |                  |             |               |                |                |  |  |       |       |
|  |                  |                  |             |               |                |                |  |  |       |       |
|  | São Paulo        | 1                |             |               |                |                |  |  |       |       |
|  | São Paulo        | 1                |             |               |                |                |  |  |       |       |
|  | Bahia            | 0                |             |               |                |                |  |  |       |       |
|  | Bahia            | 0                | São Paulo   | 1             |                |                |  |  |       |       |
|  |                  |                  | São Paulo   | 1             |                |                |  |  |       |       |
|  |                  | Santos           | 0           |               |                |                |  |  |       |       |
|  | Santos (pen.)    | Santos           | 0           | 1 (3)         |                |                |  |  |       |       |
|  | Santos (pen.)    |                  |             | 1 (3)         |                |                |  |  |       |       |
|  | Corinthians      | 1 (1)            |             |               |                |                |  |  |       |       |
|  | Corinthians      | 1 (1)            | São Paulo   | 0             |                |                |  |  |       |       |
|  |                  |                  | São Paulo   | 0             |                |                |  |  |       |       |
|  |                  | Ponte Preta      | 1           |               |                |                |  |  |       |       |
|  | Ponte Preta      | Ponte Preta      | 1           | 1             |                |                |  |  |       |       |
|  | Ponte Preta      |                  |             | 1             |                |                |  |  |       |       |
|  | Portuguesa       | 0                |             |               |                |                |  |  |       |       |
|  | Portuguesa       | 0                | Ponte Preta | 3             | Terceiro Lugar | Terceiro Lugar |  |  |       |       |
|  |                  |                  | Ponte Preta | 3             | Terceiro Lugar | Terceiro Lugar |  |  |       |       |
|  |                  | Internacional    | 1           |               |                |                |  |  |       |       |
|  | Internacional    | Internacional    | 1           | 2             | Santos         | 0              |  |  |       |       |
|  | Internacional    |                  |             | 2             | Santos         | 0              |  |  |       |       |
|  | Matsubara        | 1                |             | Internacional | 2              |                |  |  |       |       |
|  | Matsubara        | 1                |             |               | 2              |                |  |  |       |       |
|  |                  |                  |             |               |                |                |  |  |       |       |
|  |                  |                  |             |               |                |                |  |  |       |       |

### Quartas-de-final
| 17 de Dezembro de 1980 | Internacional | 2 – 1 | Matsubara |  |
|                        |               |       |           |  |

| 17 de Dezembro de 1980 | São Paulo | 1 – 0 | Bahia |  |
|                        |           |       |       |  |

| 18 de Dezembro de 1980 | Ponte Preta | 1 – 0 | Portuguesa |  |
|                        |             |       |            |  |

| 18 de Dezembro de 1980 | Santos | 1 – 1 | Corinthians |  |
|                        |        |       |             |  |

|  |       | Penalidades |
|  | 3 – 1 |             |

### Semi-final
| 21 de Dezembro de 1980 | Ponte Preta | 3 – 1 | Internacional |  |
|                        |             |       |               |  |

| 21 de Dezembro de 1980 | São Paulo | 1 – 0 | Santos |  |
|                        |           |       |        |  |

### Disputa do 3° Lugar
| 23 de Dezembro de 1980 | Santos | 0 – 2 | Internacional         | Estádio do Pacaembu, São Paulo  |
|                        |        |       | Paulo Santos 63', 68' | Árbitro: Antonio de Pádua Sales |

- Santos: Oca; João Carlos, Ivan, David e Gilmar; Ronaldo, Antônio Carlos e Serginho (Osni); GIlson, Almir e Ricardinho (Pedrinho). Técnico: Coutinho
- Internacional: Chico; Ijuí, Gilmar, Paulinho e Paulo Omar; Ico, Borracha e René; Paulo Santos (Mauro). Silvio e Airton. Técnico: Pedro Figueiró

### Final
| 23 de Dezembro de 1980 | São Paulo | 0 – 1 | Ponte Preta      | Estádio do Pacaembu, São Paulo |
|                        |           |       | Celso 61' (pen.) | Árbitro: Roberto Nunes Morgado |

- São Paulo: Naim; Flávio, Vilela, Sérgio Márcio e Nelsinho; Márcio (Paraná) (Sidnei), Ferreira e Fábio; Fumê, Marquinhos e Luis Fernando. Técnico: Firmo de Melo
- Ponte Preta: Wilsom; Everaldo, Beto, Zarur e Paulo César; Sílvio, Perrela (Mauro) e Delano; Roberto, Chicão e Celso. Técnico: Milton dos Santos

## Premiação
| Copa São Paulo de Futebol Júnior de 1981 |
| São Paulo                                |
| ---------------------------------------- |
| PONTE PRETA Campeão (1º título)          |